# Regione di Hodh-Charghi

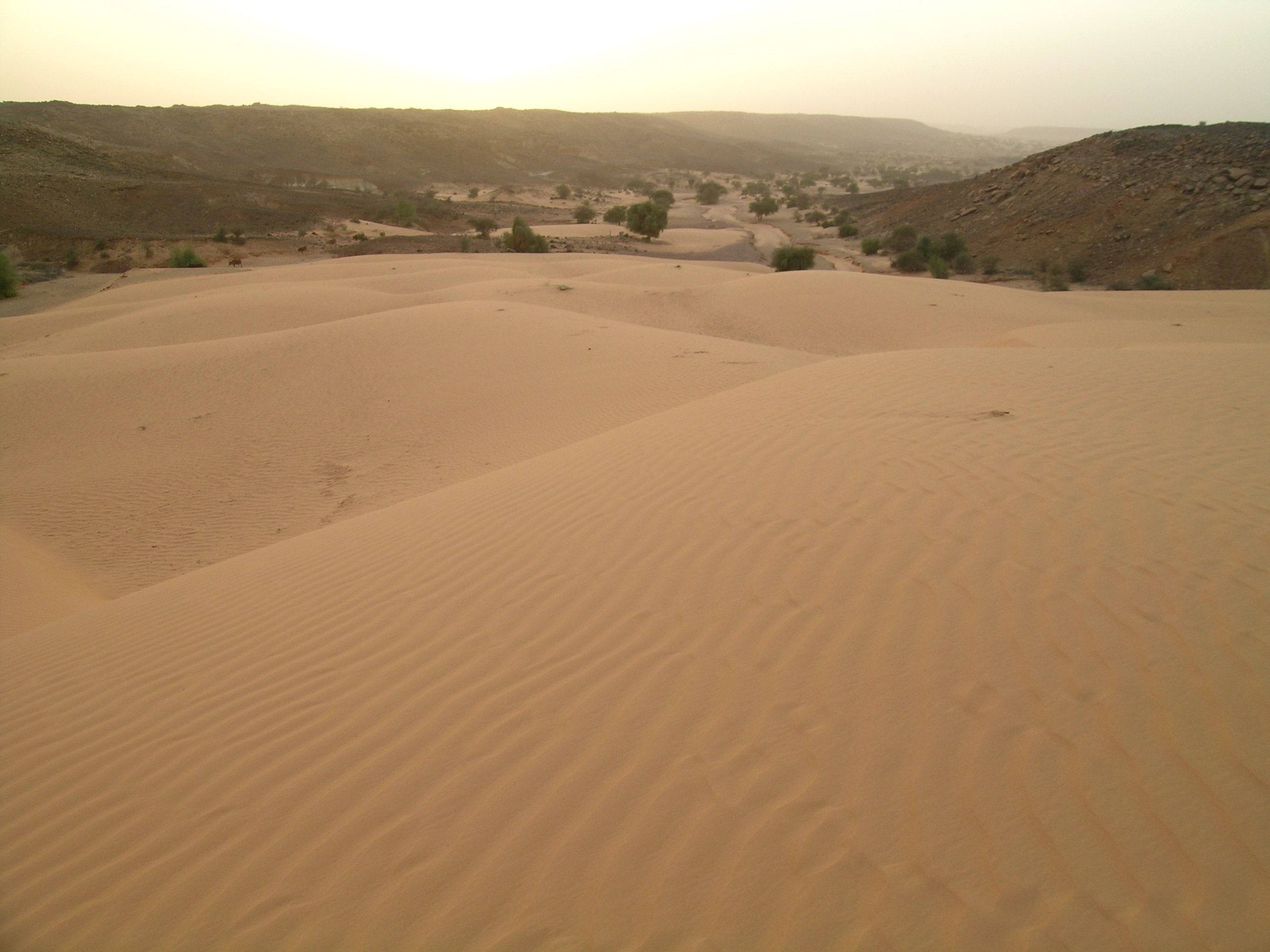
Valle a nord di Oualata

La regione di Hodh-Charghi (in arabo: ولاية الحوض الشرقي) è una regione (wilaya) della Mauritania con capitale Néma.
La regione è suddivisa in 6 dipartimenti (moughataas):
- Amourj
- Bassikounou
- Djiguenni
- Néma
- Oualata
- Timbedra